# Марр Адаскин, Фрэнсес
Фрэнсес Марр Адаскин (англ. Frances Marr Adaskin; 23 августа 1900, Риджтаун, Онтарио — 8 марта 2001, Ванкувер) — канадская пианистка.

## Биография
Окончила Торонтскую консерваторию, ученица Пола Уэллса; в 1930—1931 гг. совершенствовала своё мастерство в Париже под руководством Селини Шайе-Рише. С 1923 года аккомпанировала скрипачу Гарри Адаскину, в 1926 году вышла за него замуж. Семейный дуэт Адаскиных был заметным явлением на канадской музыкальной сцене: они выступали вместе вплоть до середины 1950-х гг., исполняя широкий круг произведений XIX и XX веков, особенно музыку канадских композиторов-современников; гастроли дуэта Адаскиных проходили в США и Европе.

## Признание
- Орден Канады (1976).